# Ried in der Riedmark
Ried in der Riedmark é um município da Áustria localizado no distrito de Perg, no estado de Alta Áustria.